# Entovalva perrieri
Entovalva perrieri är en musselart som först beskrevs av Malard 1903.  I den svenska databasen Dyntaxa används istället namnet Devonia perrieri. Enligt Catalogue of Life ingår Entovalva perrieri i släktet Entovalva och familjen Lasaeidae, men enligt Dyntaxa är tillhörigheten istället släktet Devonia och familjen Montacutidae. Enligt den svenska rödlistan är arten otillräckligt studerad i Sverige. Arten förekommer i Götaland. Artens livsmiljö är havet. Inga underarter finns listade i Catalogue of Life.